# Krušnohorská lyžařská magistrála

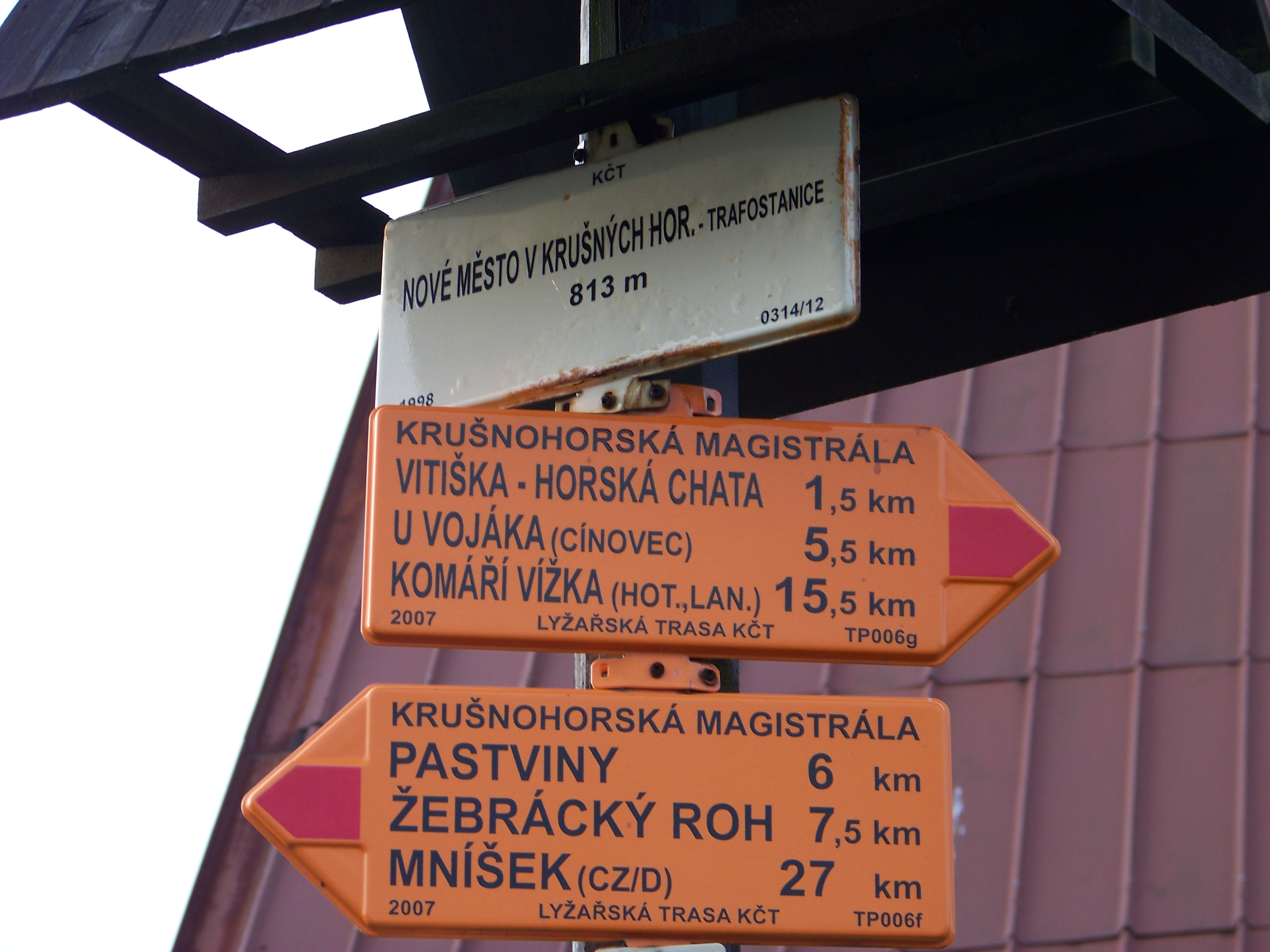
Wegweiser an der KLM beim Nové Město (Neustadt), Osterzgebirge

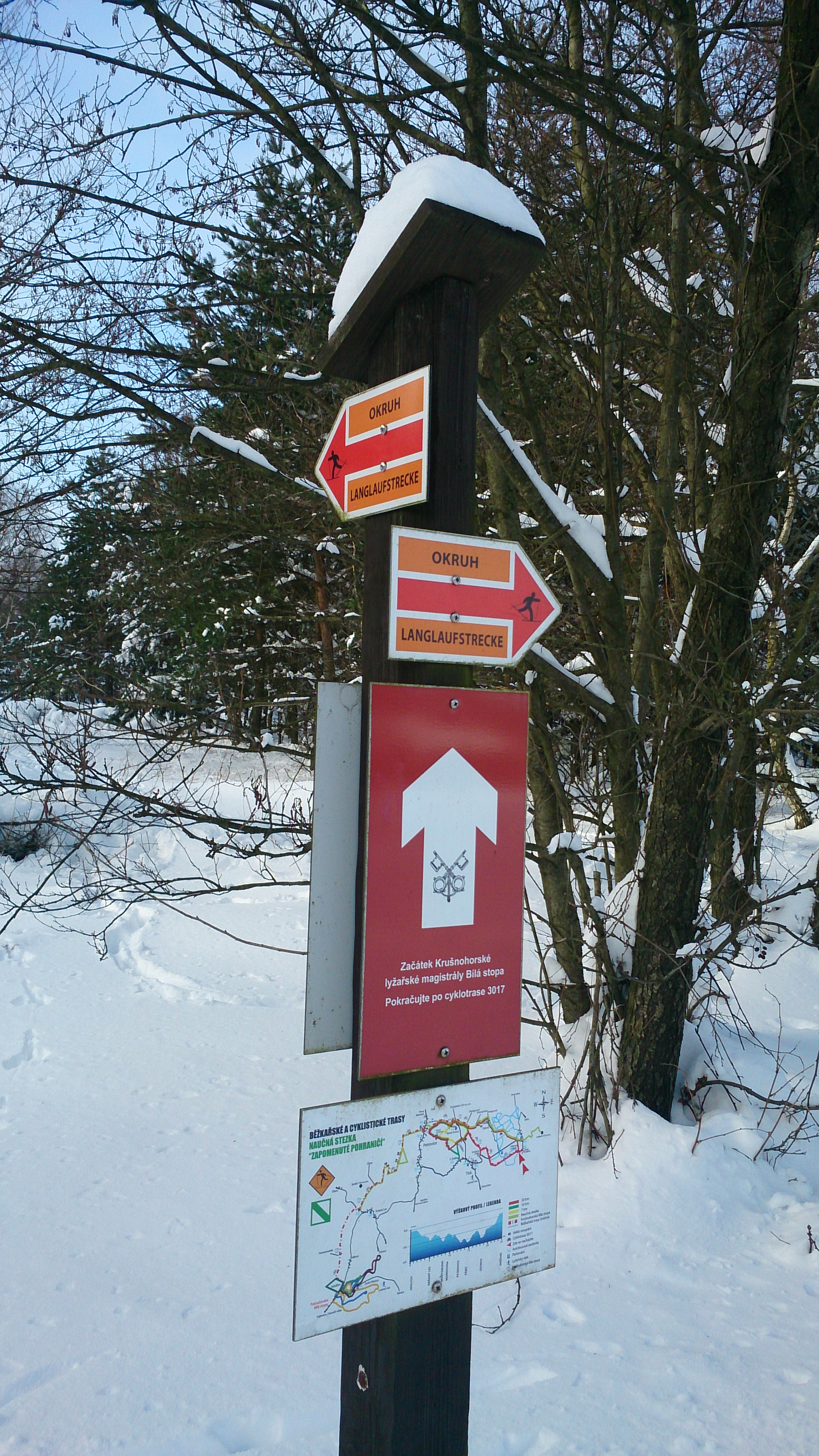
Beginn der Skimagistrale in Sněžník (Schneeberg), Böhmische Schweiz (2017)

Krušnohorská lyžařská magistrála (KLM) (deutsch: Erzgebirgische Skimagistrale), kurz auch nur Krušnohorská magistrála (Erzgebirgsmagistrale), wird ein Skiwanderweg im tschechischen Teil des Erzgebirges (Krušné hory) genannt. Der auf dem Erzgebirgskamm verlaufende Skiweg wurde in den 1970er-Jahren eingerichtet und sollte ursprünglich über das gesamte Erzgebirge führen. 

## Verlauf
Derzeit besteht die Trasse aus zwei Abschnitten:
- Im Westerzgebirge von Bublava (Schwaderbach) bis zum Měděnecer (Kupferberg) Ortsteil Horní Halže (Oberhals) und
- Im Osterzgebirge und der angrenzenden Böhmischen Schweiz von Lesná (Ladung) bis Sněžník (Schneeberg).

Die Wegführung ist in einigen Bereichen mit dem historischen Kammweg von 1904 und dem heutigen Europäischen Fernwanderweg E3 identisch.
Gekennzeichnet ist die Strecke mit den orangen Sonderzeichen für Skiwanderwege, sofern sie vom rot markierten Wanderweg E3 abweicht. Alle Wegabschnitte über Freiflächen sind mittels langer Holzstangen gekennzeichnet, so dass auch bei dichtem Nebel eine sichere Orientierung möglich ist.